# 溫達盧咖哩

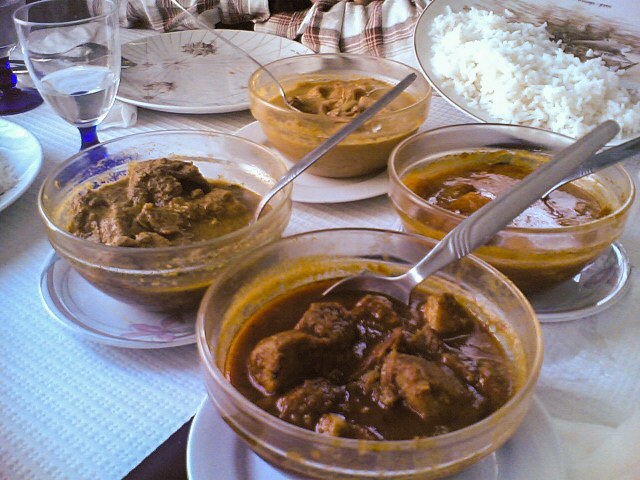
溫達盧咖哩

溫達盧咖哩（英語：Vindaloo）是一種起源於是前葡萄牙殖民地印度果阿邦的咖哩料理，這個字來自於葡萄牙文「Vinha De Alhos」，為酒或酒醋與蒜的意思。通常由豬肉製成，但也可以由任何種類的肉製成，包括牛肉，羊肉和雞肉。